# Pierre de Monteruc
Pierre de Monteruc, o Pedro de Monteruc, (Donzenac, ? - Aviñón, 20 de mayo de 1385) fue un eclesiástico francés.

## Biografía
Estudiante de derecho civil en la Universidad de Toulouse, sus primeros años transcurrieron en el anonimato hasta que en 1352 su tío Étienne Aubert ascendió al papado bajo el nombre de Inocencio VI. A partir de ese punto, tanto él como sus primos Audouin y Étienne Aubert se vieron beneficiados por el "nepotismo lemosín" tan frecuente entre los papas de Aviñón; entre las prebendas que Monteruc fue acumulando en pocos años, fue preboste de Saint-Pierre de Lille, canónigo de los capítulos catedralicios de Amiens, Elne y Avranches, tesorero del de Bayeux, protonotario apostólico y capellán del papa. 

### Obispo de Pamplona
Tras la muerte en 1356 del obispo de Pamplona Arnaldo de Barbazán, Monteruc fue designado para sucederle, aunque no llegó a ser consagrado: era la primera sede vacante habida en el reino de Navarra desde la llegada al trono de la Casa de Évreux, ya independiente de Francia, y el infante Luis de Navarra, regente del reino en ausencia de su hermano Carlos II, expulsó por la fuerza al vicario de Monteruc, Raymond des Fraux, para sentar en la cátedra a Sánchez de Asiáin, prefiriendo un prelado navarro a uno francés. 

### Cardenal de Santa Anastasia
Su tío le concedió el título de cardenal presbítero de Santa Anastasia en el consistorio cardenalicio del 23 de diciembre de 1356, siendo conocido popularmente como el "cardenal de Pamplona". Vicecanciller tras la muerte en 1361 de Pierre Desprès, participó en el cónclave de 1362 en que fue elegido papa Urbano V, y cuando éste trasladó la corte papal a Roma en 1367 permaneció en Aviñón, sucediendo a Guillermo de Aigrefeuille como protopresbítero. También tomó parte en el cónclave de 1370 en que fue elegido Gregorio XI, pero no en el de abril de 1378 en que resultó elegido Urbano VI ni en el de septiembre del mismo año en que salió el antipapa Clemente VII, a cuya obediencia se unió durante el Cisma de Occidente.

### Colegio de Pamplona
En 1382 fundó en Toulouse el Colegio de Pamplona (Collège de Pampelune) en la zona universitaria de la ciudad para acoger a estudiantes becados. Este centro se mantuvo hasta 1811 en que el arquitecto municipal, Jacques-Pascal Virebent, construyó la place du Capitole.
Fallecido en 1385, fue sepultado en la cartuja de Notre-Dame-du-val-de-Bénédiction de Villeneuve-lès-Avignon.